# Phaenicophilus
Phaenicophilus é um género de ave da família Phaenicophilidae.
Este género contém as seguintes espécies:
- Phaenicophilus palmarum (Linnaeus, 1766)
- Phaenicophilus poliocephalus (Bonaparte, 1851)